# Май далеко, май добре
Май далеко — май добре — документальний фільм виробництва TABOR production Ментал Драйв Студіо. Перший повнометражний фільм Ганни Ярошевич — колишньої режисерки ютуб-проєкту «Вавилон'13», в якому українські документалісти об'єдналися для фільмування подій Євромайдану, анексії Криму та війни на Донбасі.

## Сюжет
Молодий німець Мішель, захоплений природою України, переїжджає до Карпат. У горах він розводить водяних буйволів, що опинилися на межі зникнення. Хлопець мріє присвячувати весь час улюбленій справі, але змушений регулярно повертатися до Німеччини, де працює в сімейному бізнесі й зустрічається з дівчиною Вірою. Без належного догляду буйволи починають хворіти. До всього Мішеля спіткають негаразди в особистому житті: Віра не впевнена, що зможе виховати двох маленьких дітей у віддаленому карпатському селі.

## Нагороди
- 2021: Премія Андрія Матросова — Головний приз — Міжнародного фестивалю документального кіно про права людини Docudays UA, Україна